# .44 Magnum

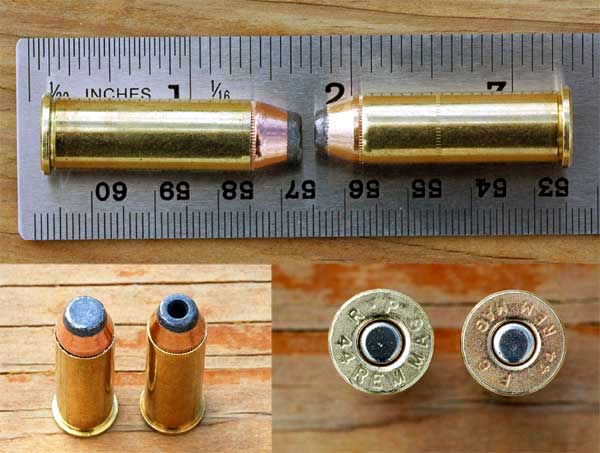
Náboje .44 Magnum

.44 Remington Magnum nebo .44 Magnum (10,9×33mmR) a často .44 Mag je náboj vyvinutý původně pro revolvery, ale rychle se ujal i v karabinách a puškách.
Od 20. let 20. století se snažil známý milovník zbraní Elmer Keith vyvinout výkonný lovecký náboj pro revolver. Jeho práce vycházela z tehdy oblíbené ráže .44 Special. Výsledkem pak byl náboj osazený těžkou střelou o hmotnosti až 250 gr. a výkonem kolem 1000 J. Komerčně se mu však nepodařilo prosadit, protože se výrobci zbraní obávali možné záměny Keithova náboje s rozměrově shodným .44 Special, což by pravděpodobně mnohdy vedlo k poškození zbraně a tím i případnému zranění střelce.
V 50. letech pak na popud známého výrobce zbraní Smith & Wesson vyvinula firma Remington náboj .44 Remington Magnum (používá se i zkrácené .44 Magnum). Nábojnici má o cca 3 mm delší než .44 Speciál a nevejde se tak do revolveru komorovaného pro tento slabší náboj. Běžné tovární laborace se pohybují od 900 až do 1600 J (u nábojů +P+ až úctyhodných 2200 J), což náboj předurčuje k použití převážně k loveckým či obranným účelům jak v revolverech, tak i v dlouhých zbraních.